# Nea Salamis Famagusta FC

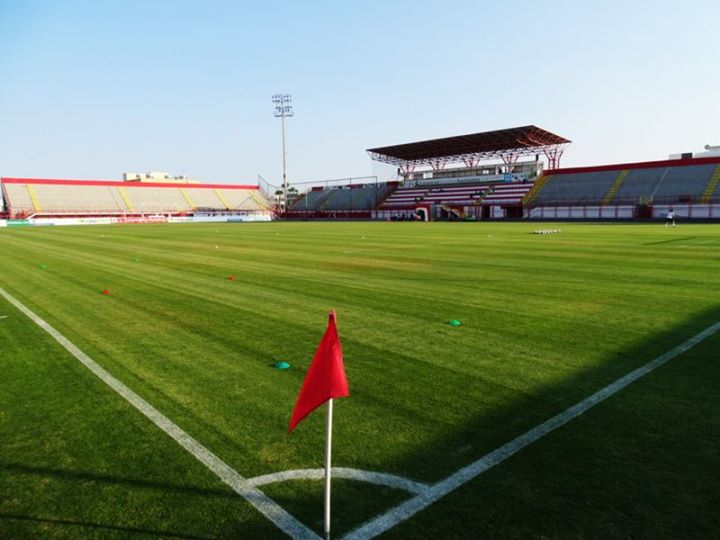
Stadion Ammochostos

Nea Salamis Famagusta nebo Nea Salamina Famagusta (řecky Νέα Σαλαμίνα Αμμοχώστου) je kyperský profesionální fotbalový klub založený ve Famagustě. Jde o uprchlický klub od turecké invaze na Kypr v roce 1974, kdy Turecko okupovalo severní část ostrova. Momentálně se nachází v Larnace, hraje na stadionu Ammochostos.
Mezi největší úspěchy Nea Salamis se řadí vítězství v kyperském poháru a kyperském Superpoháru v roce 1990. Nejlepší umístění v 1. kyperské lize je třetí místo.
Tým se poprvé účastnil evropské soutěže v sezoně 1990/90 v PVP a v letech 1995, 1997 a 2000 hrál Pohár Intertoto. Tým je součástí sportovního klubu Nea Salamina Famagusta, který byl založen v roce 1948 a obsahuje také mužský volejbalový tým.